# Wangs
Wangs (toponimo tedesco) è una frazione di 2 155 abitanti del comune svizzero di Vilters-Wangs, nel Canton San Gallo (distretto di San Gallo). È una stazione sciistica, nota con il nome di Wangs-Pizol. 
Ha ospitato le due gare conclusive (uno slalom gigante e uno slalom speciale) della Coppa del mondo di sci alpino femminile del 1981.

## Storia
Già comune autonomo istituito nel 1803 per scorporo dal comune di Ragaz, nel 1816 è stato accorpato al comune di Vilters (dal 1996 Vilters-Wangs).